# La Monomane du jeu
La Monomane du jeu ou La Folle monomane du jeu est un tableau de Théodore Géricault réalisé vers 1820 et conservé au musée du Louvre depuis son acquisition en 1938 (collection du Duc de Trévise, vente du 19 mai 1938 à la Galerie Jean Charpentier, n°34).
Géricault a peint plusieurs tableaux de monomanes, malades mentaux qui focalisent leur déséquilibre sur un aspect précis : le monomane du vol d'enfant (Springfield Museum of Art - cette toile fut vendue à la même vente du Duc de Trévise, n°35), du commandement militaire (Winterthour, Collection Oskar Reinhart), du vol (Gand, musée des Beaux-Arts) et La Monomane de l'envie (Musée des Beaux-Arts de Lyon). Dans chacun de ces portraits, individualisés et d'une analyse psychologique aiguë, il a synthétisé une forme de la folie. Il s'agit, indépendamment de l'intérêt esthétique de ces œuvres, d'un étonnant témoignage des relations entre la société et l'univers psychiatrique au XIXe siècle.

Autres Monomanes de Géricault
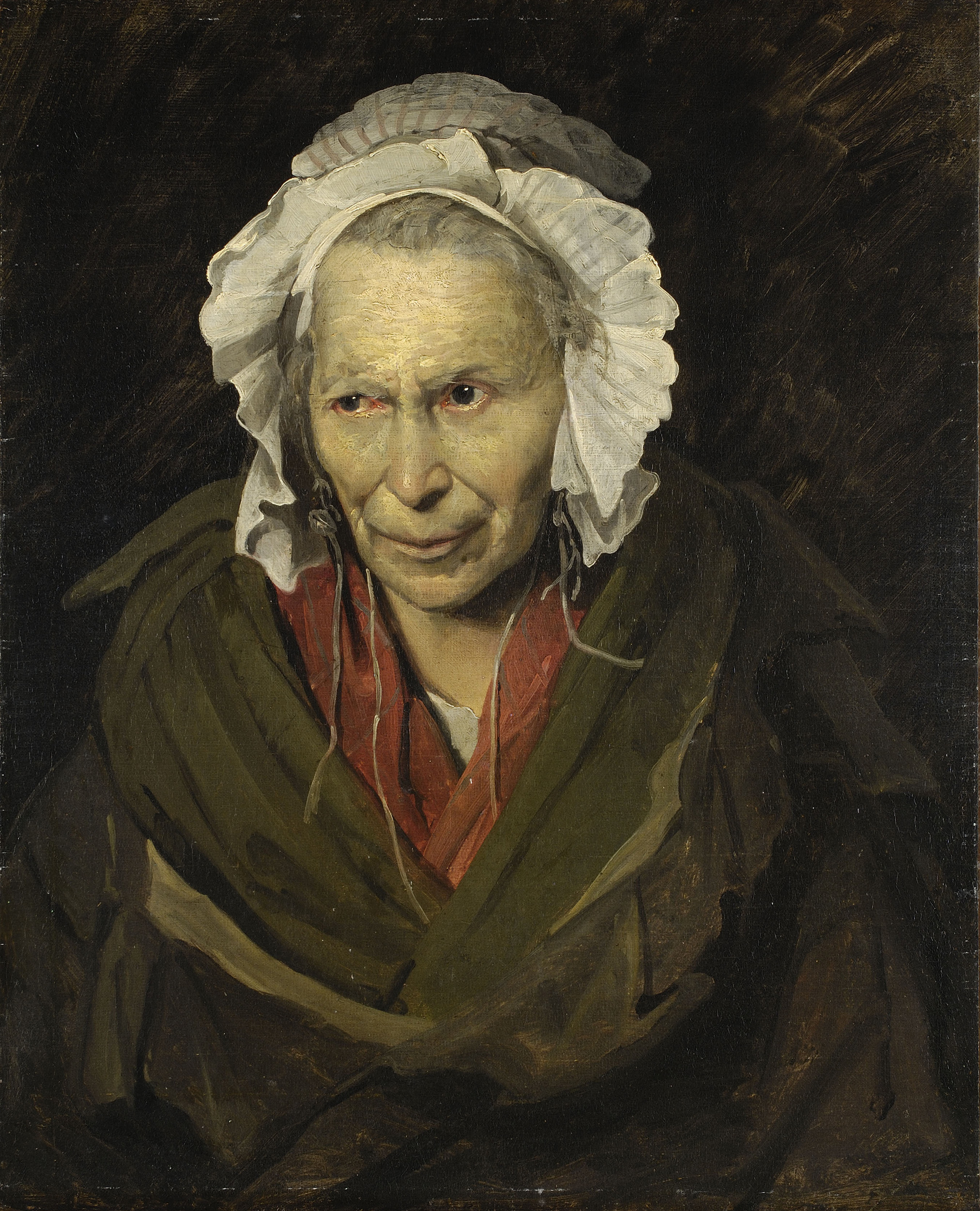
La Monomane de l'envie, ou La Hyène de la Salpêtrière musée des Beaux-Arts de Lyon
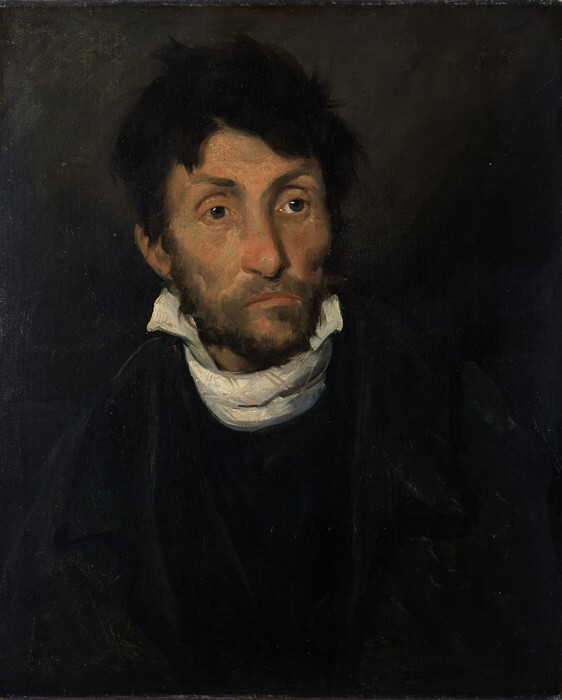
Monomane du vol, ou Le Fou aliéné, ou Le cleptomane, vers 1820 musée des Beaux-Arts de Gand
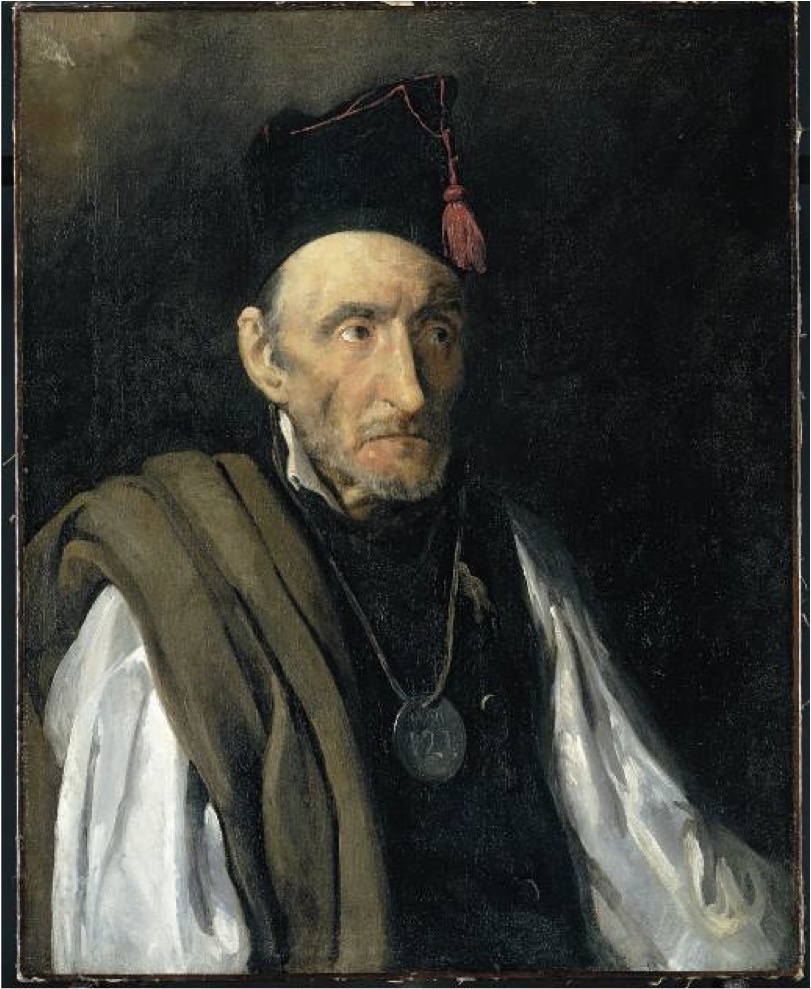
Le Monomane du commandement militaire Winterthour, musée Oskar Reinhart « Am Römerholz »
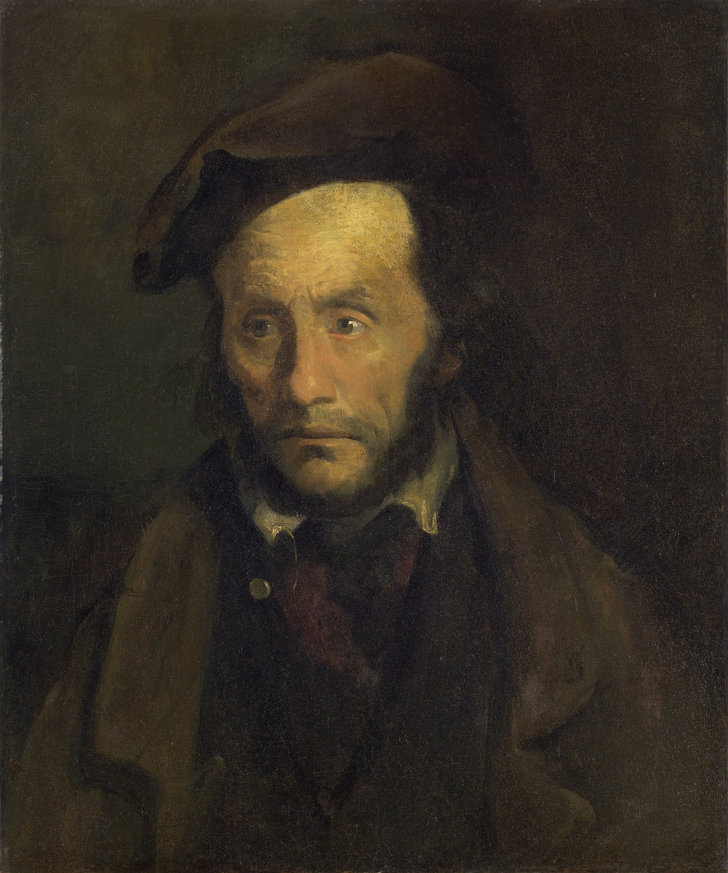
Le Monomane du vol d'enfants Springfield, Museum of Fine Arts